# Confusion E.P
「Confusion E.P」（コンフュージョン・イーピー）はMASTERLINKの3枚目のシングル。

## 概要
表題曲「Confusion」は、共同プロデューサーにSiZK（★STAR GUiTAR）を迎えた。テレビ金沢『花のテレ金ちゃん』8月度エンディグテーマ。カップリング「Always wanna be」は北海道地区限定「弁護士法人法律事務所 アクティブイノベーション」CMソング。また、「INSIDE MY HEART」のボーカルは女性を迎えている。これについてNARUは、「以前から一度やってみたかったスタイル。当初から自分が歌うのではなく、女性ボーカル用の曲としてつくった」「楽曲重視。ライブの時も、女性ボーカルの人を招いて歌ってもらおうと思ってます」とコメントしている。

### プロモーションビデオ
表題曲のプロモーションビデオはMASTERLINKのライブサポートメンバーでもある映像クリエイターのナガタニヒサシ（VJ BENZENE）が監督を担当。ハイスピードカメラPhantomを使ってスウェーデン人と日本人の女の子が踊るスーパースロー映像となっている。

## 批評
CDジャーナルは「テクノ、ハウス、エレクトロニカなどの電子音楽がベースだが、時に熱っぽくギターを掻き鳴らすところはやはりロック・バンド」と評した。

## 収録曲
全曲　作詞・作曲：NARU
1. Confusion
編曲：★STAR GUiTAR
2. Always wanna be
編曲：MASTERLINK
3. INSIDE MY HEART
編曲：MASTERLINK
4. 20110110
編曲：MASTERLINK